# IC 2559
IC 2559 — галактика типу SBb (компактна витягнута галактика) у сузір'ї Насос.
Цей об'єкт міститься в оригінальній редакції індексного каталогу.